# Salles-de-Villefagnan
Salles-de-Villefagnan ist eine französische Gemeinde mit 313 Einwohnern (Stand: 1. Januar 2022) im Département Charente in der Region Nouvelle-Aquitaine (vor 2016 Poitou-Charentes); sie gehört zum Arrondissement Confolens und zum Kanton Charente-Nord. 

## Geographie
Salles-de-Villefagnan liegt etwa 37 Kilometer nördlich von Angoulême und wird umgeben von den Nachbargemeinden Tuzie im Nordwesten und Norden, Villegats im Norden und Nordosten, Verteuil-sur-Charente im Nordosten und Osten, Lonnes im Süden, Juillé im Südwesten sowie Charmé im Westen. Der Fluss Bief durchquert das Gemeindegebiet.

## Bevölkerungsentwicklung
| Jahr                       | 1962 | 1968 | 1975 | 1982 | 1990 | 1999 | 2006 | 2019 |
| Einwohner                  | 458  | 412  | 368  | 365  | 327  | 325  | 332  | 313  |
| Quellen: Cassini und INSEE |      |      |      |      |      |      |      |      |

## Sehenswürdigkeiten
- Kirche Saint-Martin, früheres Priorat

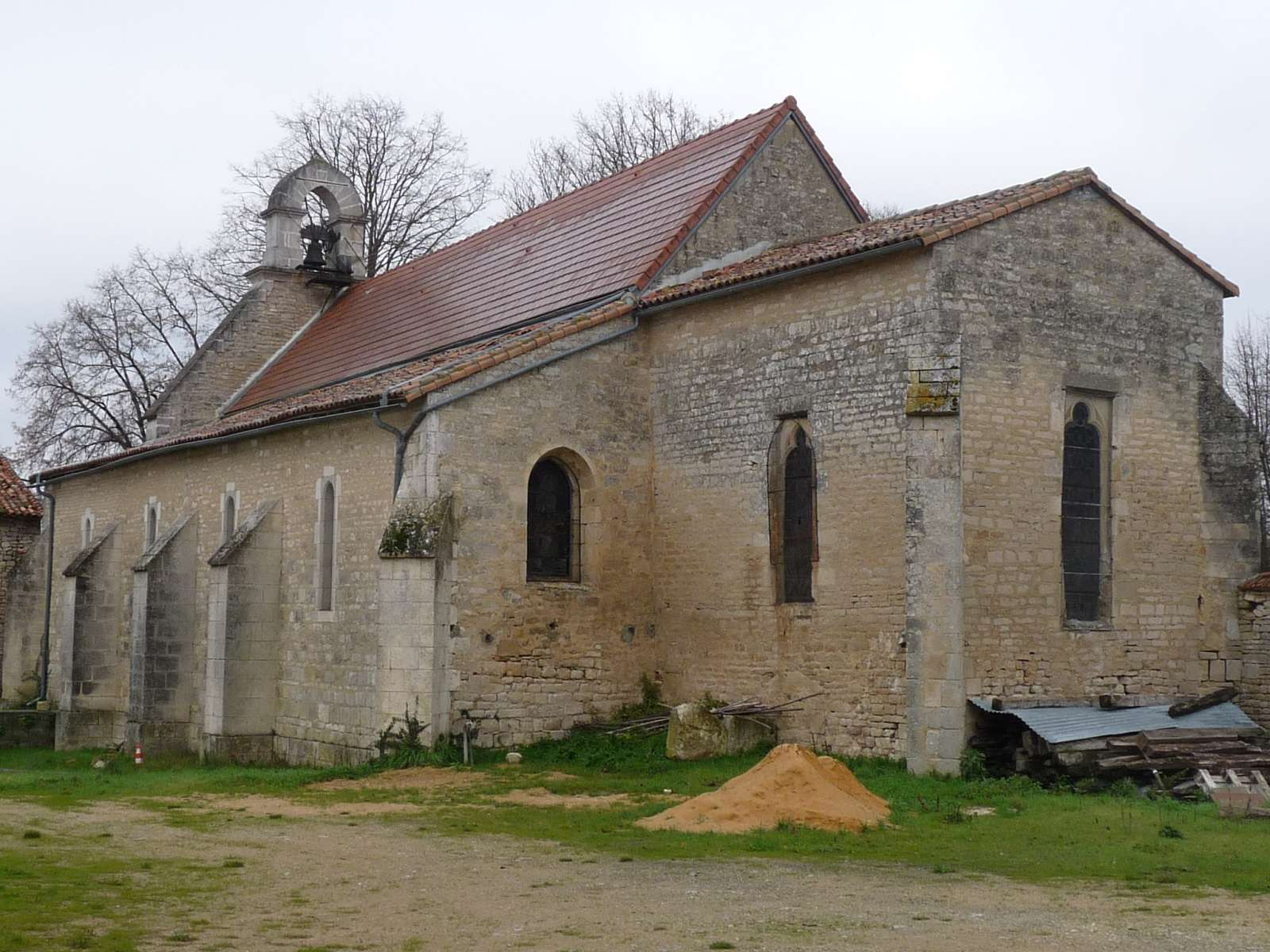
Kirche Saint-Martin